# Harold Vosburgh
Harold Vosburgh (... – New Orleans, 17 novembre 1926) è stato un attore statunitense che, dopo un esordio nel 1904, lavorò nel cinema negli anni dieci del Novecento.
Nel 1914, girò una quindicina di pellicole per la Selig Polyscope Company, storica casa di produzione di Chicago fondata da William Nicholas Selig.

## Filmografia
- The Moonshiner, regia di Wallace McCutcheon - cortometraggio (1904)
- The Bleeding Hearts, or Jewish Freedom Under King Casimir of Poland, regia di Sidney M. Goldin - cortometraggio (1913)
- Suppressed News, regia di Oscar Eagle - cortometraggio (1914)
- Cupid's Caprice, regia di Oscar Eagle - cortometraggio (1914)
- Her Ladyship, regia di Oscar Eagle - cortometraggio (1914)
- The Second Wife, regia di Oscar Eagle - cortometraggio (1914)
- In Spite of the Evidence, regia di Walter C. Bellows - cortometraggio (1914)
- The Pirates of Peacock Alley, regia di Oscar Eagle - cortometraggio (1914)
- A Pair of Stockings, regia di Walter C. Bellows - cortometraggio (1914)
- The Doctor's Mistake, regia di Oscar Eagle - cortometraggio (1914)
- The Girl at His Side, regia di Oscar Eagle - cortometraggio (1914)
- The Little Hobo, regia di Oscar Eagle - cortometraggio (1914)
- The Five Hundred Dollar Kiss, regia di Oscar Eagle - cortometraggio (1914)
- Love vs. Pride, regia di Oscar Eagle - cortometraggio (1914)
- The Great Mistake (1914)
- The Temple of Moloch, regia di Langdon West - cortometraggio (1914)
- My Country First, regia di Tom Terriss (1916)
- Il contrabbandiere (The Smugglers), regia di Sidney Olcott (1916)
- Toll of Sin, regia di Oscar Eagle - cortometraggio (1917)
- A Daughter of the Southland, regia di Oscar Eagle - cortometraggio (1917)
- If Women Only Knew, regia di Edward H. Griffith (1921)
- The House of Mystery (1921)